# D’Andra Moss
D’Andra Yvette Moss (ur. 21 lutego 1988) – amerykańska koszykarka, występująca na pozycji rzucającej, posiadająca także ukraińskie obywatelstwo, reprezentantka tego kraju, obecnie zawodniczka Uniwersytetu Daugavpils.
3 kwietnia 2013 podpisała umowę z Chicago Sky na czas obozu treningowego. 16 maja 2013 została zwolniona.

## Osiągnięcia
Na podstawie, o ile nie zaznaczono inaczej.

### NCAA
- Uczestniczka turnieju NCAA (2009)
- Zaliczona do I składu ACC (2010)[2]

### Drużynowe
- Mistrzyni Hiszpanii (2018)[5]
- Zdobywczyni:
  - Pucharu Hiszpanii (2018)[5]
  - Superpucharu Hiszpanii (2018)[5]
- Uczestniczka międzynarodowych rozgrywek:
  - Euroligi (2017/2018)
  - Eurocup (2011/2012, 2015/2016)

### Indywidualne
(* – nagrody przyznane przez portal eurobasket.com)
- Najlepsza zawodniczka*:
  - zagraniczna ligi hiszpańskiej (2012)[6]
  - występująca na pozycji obronnej ligi:
    - hiszpańskiej (2012)[6]
    - włoskiej (2013)[7]
- Zaliczona do:
  - I składu:
    - ligi:
      - hiszpańskiej (2012)[6]
      - włoskiej (2013)[7]

    - zawodniczek zagranicznych ligi:
      - hiszpańskiej (2012)[6]
      - włoskiej (2013)[7]

  - składu honorable mention ligi hiszpańskiej (2018)[5]
- Liderka strzelczyń ligi:
  - hiszpańskiej LFB (2012)[6]
  - włoskiej (2013)[7]

### Reprezentacja
- Uczestniczka:
  - mistrzostw Europy (2017 – 10. miejsce)
  - kwalifikacji do Eurobasketu (2017, 2019)